# Aberta dos Morros
Aberta dos Morros é um bairro localizado na zona sul da cidade de Porto Alegre, no estado do Rio Grande do Sul, no Brasil. É um dos bairros criados rescentemente, a partir da Lei 12.112 de 22 de agosto de 2016. Em 2019 o bairro contava com: 7.146 habitantes, distribuídos por seus 376,4 hectáres, com uma densidade populacional de 1.898,51 hab./km². A taxa de analfabetismo do bairro era de 3,99%, levemente elevado para o índice geral de Porto Alegre que era de 3,86%. A renda média era de 2,95 salários mínimos por domicílio. O seu Índice de Desenvolvimento Humano Municipal é de 0,793, um pouco abaixo em comparação o índice de 0,805 da cidade.
Esta é uma das áreas territoriais sem designação oficial, denominadas como "Zonas Indefinidas", tal como o são Morro Santana e Passo das Pedras. A Sociedade Hípica, visto como o melhor centro de hipismo de Porto Alegre, está instalada no bairro Hípica e já pertenceu a Aberta dos Morros e a Belém Novo até 1991. A região é famosa por suas belezas naturais. Está localizado na zona sul da cidade, e é uma das maiores áreas verdes de Porto Alegre.
O nome do pseudo-bairro, Aberta dos Morros, deve-se ao fato de que num conjunto de três elevações, duas se abrem permitindo a passagem sem a necessidade de subi-las. A elevação mais alta é o morro da Tapera, com 250 metros de altitude, localizada a leste do bairro. A oeste fica o morro das Abertas e, a leste, o morro da Tapera. O morro Agudo localiza-se a nordeste do morro da Tapera. Do alto do morro das Abertas a visão se abre a sudeste, desde o Lami, numa cobertura de aproximadamente 150° no sentido horário do espectador, descortinando-se ao fundo parte do bairro Arquipélago.

## Lei dos limites de bairros- proposta 2015-2016
No fim do ano de 2015, as propostas com as emendas foram aprovadas pela câmara de vereadores de Porto Alegre. Quanto a Aberta dos Morros, o bairro passa a ser oficial, na região compreendida entre o Morro da Tapera e Morro das Abertas, mais precisamente no polígono formado entre a Rua Jardim das Estrelas, parte do Morro da Tapera, Rua Manoel Marques de Fraga, Rua Dorival Castilho Machado, Arroio do Salso, topo do Morro das Abertas e Rua Giorgio Negroni.  O Morro Agudo que usualmente era associado ao Bairro ou ao bairro Campo Novo na verdade com as emendas agora pertence ao Bairro Vila Nova. 